# César Borges
César Augusto Rabello Borges (Salvador, 21 novembre 1948) è un politico brasiliano.

## Biografia
Ha vissuto la sua infanzia e adolescenza con la famiglia nella città di Jequié, dove suo padre, Waldomiro Borges, esercitava la professione di politico. Laureato in Ingegneria Civile all'Università federale di Bahia, per un certo periodo vi insegnò.
Il suo primo incarico pubblico è stato quello di presidente del Board of Trade dello Stato di Bahia, nella gestione del governatore John Durval.
Affiliato al PFL, è stato eletto rappresentante di stato per due mandati consecutivi. Durante l'amministrazione di Antônio Carlos Magalhães al governo di Bahia, è stato segretario delle risorse idriche.
Sempre guidato da Antônio Carlos, nel 1994 è stato eletto vice governatore di Paulo Souto, e nel 1998 governatore di Bahia. Non concluse il mandato nel 2002 per diventare senatore. Nel 2004 corse per la carica sindaco di Salvador, ma fu sconfitto.
Lasciato il PFL, si iscrisse nell'ottobre 2007 al PR.